# Dysdera crocata
Dysdera crocata är en spindelart som beskrevs av Carl Ludwig Koch 1838. Dysdera crocata ingår i släktet Dysdera och familjen ringögonspindlar.

## Underarter
Arten delas in i följande underarter:
- D. c. mutica
- D. c. parvula